# Lluís Maria Boncompagni-Ludovisi
Lluís Maria Boncompagni-Ludovisi (Roma, 29 d'abril de 1767 - 9 de maig de 1841) fou fill d'Antoni II Boncompagni-Ludovisi. El 1805 va succeir al seu pare en els drets a Piombino i en la resta de títols (príncep de Venosa i del sacre imperi, duc e Sora i Arce, marquès de Populonia i de Vignola, comte de Conza, i diverses senyories). El 28 de març de 1814 va comprar el ducat de Monterotondo als Grillo per 65.000 escuts romans; el Congrés de Viena va confirmar la pèrdua del principat sobirà de Piombino deixant només els béns alodials i el títol.
Es va casar a Roma el 24 de novembre de 1796 amb Maddalena Odescalchi, filla del príncep Baldassarre II, duc de Bracciano, que va morir el 1846. Va tenir dos fills dels quals els drets i títol van passar a Antoni III Boncompgani-Ludovisi.
Vegeu: Boncompagni-Ludovisi